# Salpis rubens
Salpis rubens är en fjärilsart som beskrevs av Louis Beethoven Prout 1910. Salpis rubens ingår i släktet Salpis och familjen mätare. Inga underarter finns listade.